# Olivia Hussey
Olivia Hussey, nascida Olivia Osuna (Buenos Aires, 17 de abril de 1951 — Burbank, 27 de dezembro de 2024), foi uma atriz britânica muito conhecida por interpretar a personagem Julieta, no filme Romeu e Julieta (1968).

## Biografia

### Carreira
Era filha de Osvaldo Ribó (nome artístico de Andreas Osuna), cantor argentino de óperas e tangos, e Joey Hussey, britânica, que, em 1958, levou os filhos para morar na Inglaterra. Lá, se matriculou na Italian Conti Academy, onde estudaria por cinco anos.
Surgiu nos palcos londrinos como Jenny, na peça The Prime of Miss Jean Brodie, contracenando com Vanessa Redgrave. Sua atuação chamou a atenção do cineasta Franco Zeffirelli, que a escolheria entre 500 candidatas para protagonizar sua adaptação de Romeu e Julieta, de William Shakespeare, em 1968. No ano seguinte, receberia o prêmio David di Donatello como melhor atriz. Fez mais de 40 filmes.

### Vida pessoal
Foi casada, de 1971 a 1978, com Dean Paul Martin, com quem teve um filho, Alexander (1973).
Em 1980, casou-se com o músico japonês Akira Fuse, com quem também teve um filho, Maximillian Fuse. Divorciou-se, em 1989.
Se casou pela terceira vez, em 1991, com David Glen Eisley, músico norte-americano. Desse casamento veio uma filha, India Eisley, que também é atriz e atua na série The Secret Life of the American Teenager.
Morreu, em 27 de dezembro de 2024, aos 73 anos em decorrência de um câncer de mama.

## Filmografia parcial
- Social Suicide (2015) .... Sra. Coulson
- I Am Somebody: No Chance in Hell (2008) .... Sra. Duncan
- Three Priests (2008) .... Rachel
- Tortilla Heaven (2007) .... Petra
- Headspace (2005) .... Dr. Karen Murphy
- Mother Teresa (2003) .... Madre Teresa
- Boy Meets World (1997)  .... Prudence Curtis
- Ice Cream Man (1995) .... enfermeira Wharton
- Lonesome Dove: The Series (1994) .... Olivia Jessup
- Save Me (1993) .... Gail
- Quest of the Delta Knights (1993) .... Mannerjay
- It (1990) .... Audra Phillips Denbrough
- Psycho IV: The Beginning (1990) .... Norma Bates
- Distortions (1987) .... Amy Marks
- Murder, She Wrote (1985) .... Kitty Trumbull
- The Corsican Brothers (1985) .... Annamarie de Guidice
- The Last Days of Pompeii (1984) .... Ione
- Ivanhoe (1982) .... Rebecca
- Turkey Shoot (1982) .... Chris Walters
- Fukkatsu no hi (1980) .... Marit
- The Man with Bogart's Face (1980) .... Elsa
- The Cat and the Canary (1979) .... Cicily jovem
- Death on the Nile (1978) .... Rosalie Otterbourne
- Gesù di Nazareth (1977) .... Maria, mãe de Jesus
- Black Christmas (1974) .... Jessica Bradford
- Horizonte Perdido (1973) .... Maria
- Romeu e Julieta (1968) .... Julieta
- The Battle of Villa Fiorita (1965)....Donna
- The Summertime Killer (1972)....Tania Scarloti